# Rafael Ramazotti de Quadros
Rafael Ramazotti de Quadros, oder einfach Ramazotti (* 9. August 1988 in São Caetano do Sul) ist ein brasilianisch-italienischer Fußballspieler.

## Karriere
Ramazotti stand bis 2008 beim brasilianischen Verein Palmeiras São Paulo in São Paulo unter Vertrag. Von Januar 2008 bis April 2008 wurde er an Grêmio Esportivo Juventus nach Jaraguá do Sul ausgeliehen. Über die Stationen EC Ipitanga da Bahia und União São João EC unterschrieb er im September 2009 einen Vertrag in Santo André beim EC Santo André. Von Mitte 2010 bis Mitte 2011 wurde er an den portugiesischen Klub Gil Vicente FC ausgeliehen. Mit dem Verein aus Barcelos spielte er in der zweiten Liga, der Segunda Liga. Im Anschluss spielte er ebenfalls auf Leihbasis bei Avispa Fukuoka. Der Verein aus Fukuoka spielte in der ersten japanischen Liga, der J1 League. Nach Vertragsende bei Santo André ging er 2012 wieder nach Europa. Hier unterschrieb er in der Schweiz einen Vertrag beim FC Zürich. Der Klub aus Zürich spielte in der Super League, der ersten Liga des Landes. Mitte 2012 wechselte er bis zum Jahresende zu seinem ehemaligen Klub Gil Vicente FC nach Portugal. 2013 kehrte er wieder nach Brasilien zurück. Bis Mitte 2014 spielte er für die brasilianischen Vereine CA Bragantino, EC Passo Fundo und AS Arapiraquense. Im August 2014 zog es ihn wieder nach Asien. In Japan unterschrieb er einen Vertrag bei Gainare Tottori. Der Verein, der in der Präfektur Tottori beheimatet ist, spielte in der dritten Liga, der J3 League. Nach Saisonende unterschrieb er einen Vertrag beim Brunei DPMM FC. Der Verein aus Bandar Seri Begawan in Brunei spielte in der ersten Liga von Singapur, der S. League. 2015 wurde er mit dem Verein Meister in Singapur. 2015 und 2016 war er Torschützenkönig der S. League. Nach 71 Spielen und 55 Toren verließ er im Januar 2018 den Verein und wechselte nach Malaysia. Hier unterschrieb er einen Einjahresvertrag beim PKNS FC. Mit dem Klub aus Petaling Jaya spielte er in der ersten Liga, der Malaysia Super League. Anfang 2019 unterzeichnete er einen Vertrag in Singapur bei Hougang United, der Ende Januar wieder aufgelöst wurde. Der FC Juárez, ein Verein aus Mexiko nahm ihn von Februar 2019 bis Juli 2019 unter Vertrag. Nach Vertragsende wechselte er nach Südkorea, wo er sich bis Jahresende dem Zweitligisten Daejeon Citizen aus Daejeon anschloss. Von Januar 2020 bis Ende November 2020 war er vertrags- und vereinslos. Ende November 2020 unterschrieb er in seiner Heimat einen Vertrag beim EC São Bento in Mogi Mirim. Für den Verein absolvierte er zwei Spiele in der Série C. Nach zwei Monaten wechselte er am 1. Februar 2021 nach Südkorea. Hier nahm ihn der in der dritten Liga spielende Gimhae City FC unter Vertrag.

## Erfolge
Brunei DPMM FC
- S. League: 2015
- Singapore League Cup: 2016 (Finalist)
- Singapore Community Shield: 2016 (Finalist)

## Auszeichnungen
S. League
- Torschützenkönig: 2015 (21 Tore, Brunei DPMM FC)
- Torschützenkönig: 2016 (20 Tore, Brunei DPMM FC)